# Глуховичи (Гомельская область)
Глуховичи (бел. Глухавічы) — упразднённая деревня в Чемерисском сельсовете Брагинского района Гомельской области Беларуси.

## География

### Расположение
В 4 км на юго-запад от Брагина, 29 км от железнодорожной станции Хойники (на ветке Василевичи — Хойники от линии Калинковичи — Гомель), 134 км от Гомеля.

## Транспортная система
Транспортные связи по просёлочной, затем автомобильной дороге Комарин — Брагин.
Планировка состоит из прямолинейной улицы, ориентированной с юго-запада на северо-восток, к которой на западе под острым углом присоединяется короткая прямолинейная, широтная улица. Застройка двусторонняя, деревянная, усадебного типа.

## История
По письменным источникам известна с XV века как селение в Минском воеводстве Великого княжества Литовского. С XVI века во владении князя Вишневецкого, со 2-й половины XVII века — Конецпольских. Действовала Михайловская церковь (с 1752 года сохранялись метрические книги). После 2-го раздела Речи Посполитой (1793 год) в составе Российской империи. С 1811 года во владении Ракицких. В 1842 году на средства графа Ракицкого вместо старой, построена новая деревянная церковь. В 1850 году действовала церковно-приходская школа. В 1885 году работало народное училище. Работал спиртоочистительный завод Д. Т. Мыслина (паровой двигатель, 8 рабочих).
С 8 декабря 1926 года по 1987 год центр Глуховитского сельсовета Брагинского района Речицкого, с 9 июня 1927 года Гомельского (с 26 июля 1930 года) округов, с 20 февраля 1938 года Полесской, с 8 января 1954 года Гомельской областей.
В 1930 году действовала начальная школа. В 1931 году организованы колхозы «Восходящая заря» и имени М. И. Калинина, работали паровая мельница, конная круподробилка (с 1928 года), ветряная мельница (с 1916 года), 2 кузницы, циркулярка. Во время Великой Отечественной войны в бою за освобождение Глухович и соседних деревень 27 ноября 1943 года погибли 3 солдата и 1 партизан (похоронены в братской могиле около Дома культуры). На фронтах и в партизанской борьбе погибли 288 местных жителей, в память о погибших в 1967 году возведён обелиск. В 1962 году к деревне присоединена деревня Двор-Глуховичи. В 1970 году — восьмилетняя школа, Дом культуры, библиотека, фельдшерско-акушерский пункт, отделение связи, мастерская бытового обслуживания, магазин.
Находится контрольный пункт по наблюдению за местностью, жители переселены в чистые места.
До 18 марта 2005 года в Сперижском сельсовете, затем переименован в Дублинский сельсовет. До 31 октября 2006 года в составе Дублинского сельсовета.
20 августа 2008 года деревня упразднена.

## Население
После катастрофы на Чернобыльской АЭС и радиационного загрязнения жители (236 семей) переселены в 1986 году в чистые места.

### Численность
- 1986 год — жителей нет

### Динамика
- 1850 год — 67 дворов, 462 жителя
- 1885 год — 89 дворов, 504 жителя
- 1908 год — 151 двор, 909 жителей
- 1930 год — 153 двора
- 1959 год — 971 житель (согласно переписи)
- 1970 год — 268 дворов, 906 жителей
- 1986 год — жители (236 семей) переселены

## Достопримечательность
- Памятник землякам (288 жителей), погибшим в Великой Отечественной войне. Установлен в сквере около здания управления совхоза. В 1967 году установлен обелиск.
- Братская могила советских воинов и партизан. Похоронено 3 воина и 1 партизан, которые погибли в ноябре 1943 года при освобождении территории сельсовета от немецко-фашистских захватчиков. Установлена в центре деревни около здания Дома культуры. В 1967 году на могиле установлен обелиск, в 1985 году установлен мемориальный комплекс.